# 한국난가공협회
한국난가공협회는 난가공업을 영위하고 있는 가공업체들의 대내외적인 창구로서 회원의 경제적, 사회적 지위향상과 복리증진에 기여하며 난가공산업의 건전한 발전을 도모하여 국제경쟁력 향상을 기하고 국민보건 향상에 기여함을 목적으로 2010년 11월 16일 설립·허가된 대한민국 농림수산식품부 소관의 사단법인이다. 사무실은 경기도 하남시 신장동 565-1, 진성빌딩 8층에 있다.